# Rhyme or Reason
«Rhyme or Reason» — третій трек з восьмого студійного альбому американського репера Емінема The Marshall Mathers LP 2. У пісні йде мова про батька, який покинув його матір після народження сина. Композицію спродюсували Емінем і виконавчий продюсер платівки Рік Рубін. Як семпл використано «Time of the Season» у виконанні The Zombies з альбому Odessey and Oracle (1968). Більшість оглядачів позитивно оцінили пісню.

## Тематика
У пісні, крім зазначеної теми, Емінем розповідає про свій хист до репу й славу. У бриджі він підспівує приспіву «Time of the Season». В одній частині репер постає у ролі Сліма Шейді й посилається на свій сингл «I Just Don't Give a Fuck».

## Запис
Звукорежисери: Майк Стрендж, Джо Стрендж, Тоні Кампана, Джейсон Лейдер. Помічники звукорежисера: Шон Оуклі, Філліп Бруссард-молодший, Ерік Лінн, Дейв «Squirrel» Ковелл. Зведення: Eminem, Майк Стрендж. Звуковий редактор: Джейсон Лейдер. Додаткові клавішні: Луїс Ресто.

## Чартові позиції
| Чарт (2013)                                      | Найвища позиція |
| ------------------------------------------------ | --------------- |
| США (Bubbling Under Hot 100 Singles) (Billboard) | 13              |
| США (Hot R&B/Hip-Hop Songs) (Billboard)          | 41              |